# Janne Kempe
Johan (Janne) Kempe, född 17 juli 1878 i Ytterlännäs församling, Västernorrlands län, död 24 november 1959 i Ludvika, var en svensk bergsingenjör. Han var bror till Reinhold Kempe.
Kempe, som var son till maskinisten Johan Kempe och Anna Sellstedt, avlade studentexamen i Uppsala 1898 och studerade vid Uppsala universitet till 1899 samt vid Kungliga Tekniska högskolan och Bergshögskolan 1899–1902. Han var gruvmätare och biträdande gruvingenjör i Norbergs malmfält 1903–1906, gruvingenjör i Kopparberg 1906–1907, vid Ickorrbottens Gruv AB 1907–1909 och vid Gruv AB Dalarne 1910–1913, disponent vid sistnämnda bolag 1914–1938 samt vid Idkerbergets Gruv AB från 1914. Han utövade konsulterande verksamhet som gruvingenjör i Sverige och Norge samt skrev artiklar i tekniska tidskrifter. Han tilldelades postumt Svenska gruvföreningens förtjänstmedalj i guld.